# Teatr wojny

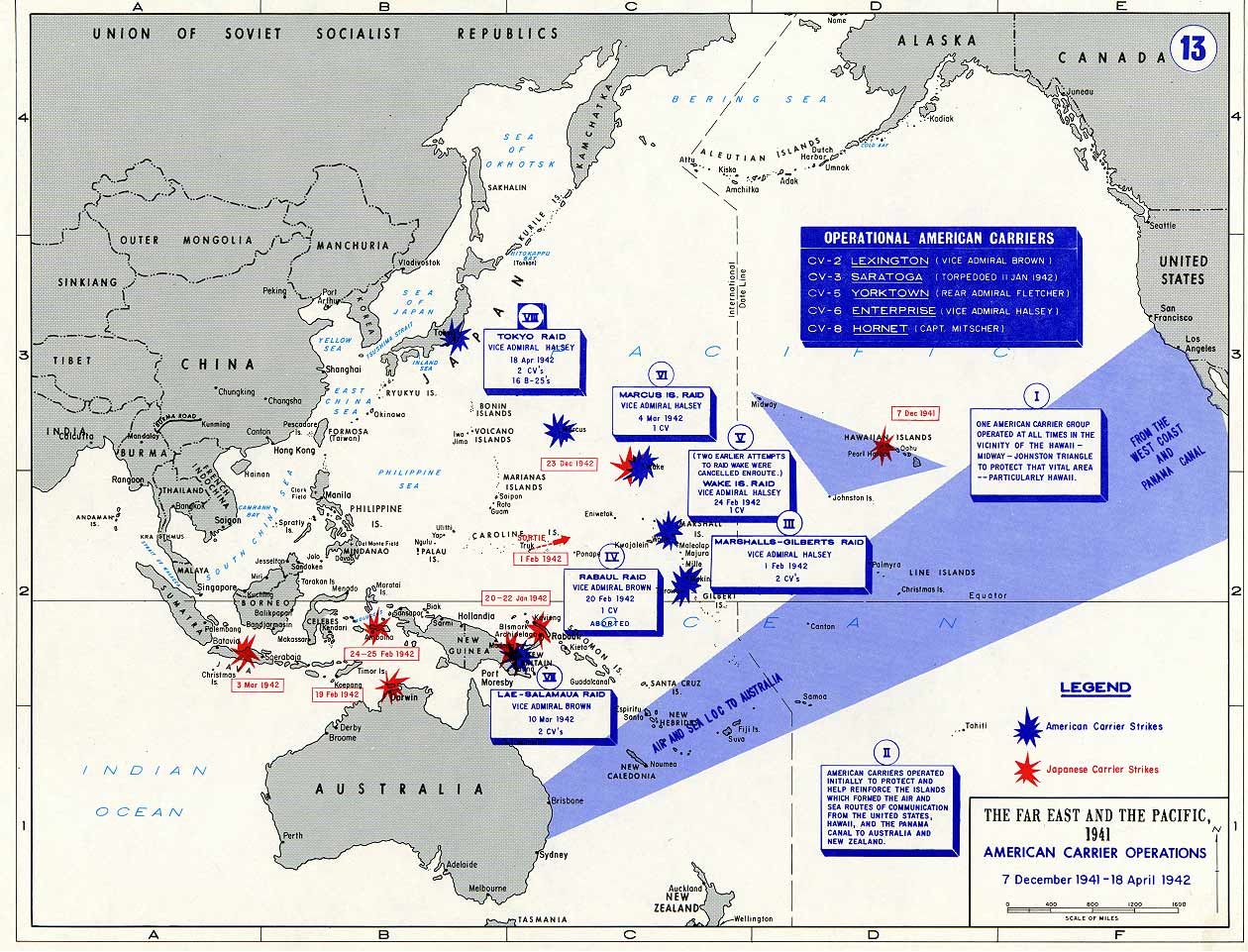
Teatr wojny

Teatr wojny – terytorium kontynentów lub jednego kontynentu wraz z oceanami (morzami) sąsiadującymi i przestrzenią powietrzną nad nimi, na których mogą być rozwijane lub są prowadzone działania wojenne oddzielnych wrogich państw albo koalicji państw. Np. w II wojnie światowej działania wojenne obejmowały Teatr Europejski z Oceanem Atlantyckim oraz Teatr Północnoafrykański, natomiast w 1945, po zakończeniu wojny w Europie, działania przeniosły się na Teatr Azji Dalekowschodniej i Ocean Spokojny.
W skład TW może wchodzić kilka teatrów działań wojennych wraz ze strefami wewnętrznymi przeciwnych stron. Według podziału przyjętego w NATO Europejski Teatr Wojny dzieli się na Północnoeuropejski, Środkowoeuropejski i Południowoeuropejski.
Jeśli działania wojenne rozwijają się na ograniczonych przestrzeniach i noszą charakter lokalny terytorium TW może być tożsame z terytorium TDW (teatru działań wojennych). Według kryteriów ZSRR Europa stanowiła teatr działań wojennych podzielony na trzy kierunki strategiczne.